# Supercoppa svizzera 2018 (pallavolo maschile)
La Supercoppa svizzera 2018 si è svolta il 7 ottobre 2018: al torneo hanno partecipato due squadre di club svizzere e la vittoria finale è andata per la quarta volta al Losanna UC.

## Regolamento
Le squadre hanno disputato una gara unica.

## Squadre partecipanti
| Squadra    | Qualificazione                       | Ultima partecipazione    |
| ---------- | ------------------------------------ | ------------------------ |
| Losanna UC | Vincitrice Lega Nazionale A 2017-18  | Supercoppa svizzera 2015 |
| Amriswil   | Vincitrice Coppa di Svizzera 2017-18 | Supercoppa svizzera 2017 |

## Torneo
| 7 ottobre 2018 Arena Mobilière, Muri bei Bern Durata: ? - Spettatori: ? | Losanna UC | 3 - 0 | Amriswil | 25-23, 25-14, 25-23 |